# Urdaneta (Miranda)
Urdaneta è un comune del Venezuela situato nello Stato del Miranda.
Il capoluogo del comune è la città di Cúa.